# Садовара-хан

Мон роду Сімадзу

Садовара-хан (яп. 佐土原藩, さどわらはん) — хан в Японії, у провінції Хюґа, регіоні Кюсю. Дочірній хан Сацума-хану.

## Короткі відомості
- Адміністративний центр: містечко Садовара (сучасне містечко Садовара префектури Міядзакі).

- Дохід: 27 000 коку.

- Управлявся родом Іто, що належав до тодзама і мав статус володаря замку (城主). Голови роду мали право бути присутніми у великій залі аудієнцій сьоґуна.

- Ліквідований в 1871.

## Правителі
| №  | Ім'я             | Ім'я     | Роки        | Ранг, титул       | Примітки                     |
| -- | ---------------- | -------- | ----------- | ----------------- | ---------------------------- |
| 1  | Сімадзу Мотіхіса | 島津以久 | 1603 — 1610 | 従五位下 右馬頭   | Старший син Сімадзу Тадамаси |
| 2  | Сімадзу Тадаокі  | 島津忠興 | 1610 — 1637 | 従五位下 右馬頭   | Третій син Сімадзу Мотіхіси  |
| 3  | Сімадзу Хісатака | 島津久雄 | 1637 — 1663 | 従五位下 右馬頭   | Старший син Сімадзу Тадаокі  |
| 4  | Сімадзу Тадатака | 島津忠高 | 1663 — 1676 | 従五位下 飛騨守   | Старший син Сімадзу Хісатаки |
| 5  | Сімадзу Хісатосі | 島津久寿 | 1676 — 1690 | 従五位下 式部少輔 | Старший син Сімадзу Хісатомі |
| 6  | Сімадзу Корехіса | 島津惟久 | 1690 — 1723 | 従五位下 淡路守   | Старший син Сімадзу Тадатаки |
| 7  | Сімадзу Тадамаса | 島津忠雅 | 1723 — 1753 | 従五位下 加賀守   | Старший син Сімадзу Корехіси |
| 8  | Сімадзу Хісамото | 島津久柄 | 1753 — 1785 | 従五位下 淡路守   | Третій син Сімадзу Тадамаси  |
| 9  | Сімадзу Тадамоті | 島津忠持 | 1753 — 1785 | 従五位下 淡路守   | Третій син Сімадзу Хісамото  |
| 10 | Сімадзу Тадаюкі  | 島津忠徹 | 1816 — 1839 | 従五位下 筑後守   | Старший син Сімадзу Тадамоті |
| 11 | Сімадзу Тадахіро | 島津忠寛 | 1839 — 1871 | 従五位下 淡路守   | Другий син Сімадзу Тадаюкі   |